# Tanju Çolak
Tanju Çolak (Samsun, 10 novembre 1963) è un dirigente sportivo, allenatore di calcio ed ex calciatore turco, di ruolo attaccante.

## Caratteristiche tecniche
Giocava come centravanti.

## Carriera

### Club
Çolak fece il suo debutto nel Samsun Yolspor. Da lì venne trasferito al Samsunspor, dove fu capocannoniere del Campionato turco di calcio nelle stagioni 1984-1985 e 1985-1986. Çolak passò poi al Galatasaray SK alla fine della stagione 1986-1987, diventando con 39 gol il miglior marcatore europeo nella stagione 1987-1988, aggiudicandosi così la Scarpa d'oro, unico calciatore turco ad ottenere questo riconoscimento.
Nella stagione 1988-1989 giocò un ruolo decisivo nel percorso internazionale della squadra turca: andando in gol nelle vittorie contro Neuchatel Xamax e Monaco, permise al Galatasaray di raggiungere la semifinale di Coppa dei Campioni. Çolak diventò ancora capocannoniere del Campionato turco nella stagione 1991-1992, ed alla fine della stagione venne trasferito dal Galatasaray ai rivali del Fenerbahçe SK.
Con 240 gol in 252 partite Çolak detenne il record di miglior marcatore di tutti i tempi nel campionato turco, avendo battuto il leggendario record di Metin Oktay (e prima di venire a sua volta battuto da Hakan Şükür). Soprannominato Bay Gol (Il Signor Gol), ha concluso la sua carriera all'İstanbulspor.

### Nazionale
Tanju Çolak ha vestito la maglia della Turchia in 31 partite, segnando 9 gol.

## Stile di gioco
Le sue abilità di posizionamento e finalizzazione ne fanno uno dei migliori attaccanti turchi di tutti i tempi. La brevità della sua carriera e la mancanza di successi internazionali della Nazionale e dei club turchi ne hanno però compromesso il seguito internazionale, al di fuori dalla Turchia.

## Biografia
Nel luglio 1994 è stato condannato a 22 mesi di prigione per importazione illegale di un'auto di lusso..

## Palmarès

### Club
- Campionato turco: 1

Galatasaray: 1987-1988
- Türkiye Süper Kupası: 1

Galatasaray: 1987-1988
- Türkiye Kupası: 1

Galatasaray: 1990-1991

### Individuale
- Scarpa d'oro: 1

1988
- Capocannoniere della Süper Lig: 5

1985-1986 (33 gol), 1986-1987 (25 gol), 1987-1988 (39 gol), 1990-1991 (31 gol), 1992-1993 (27 gol)

## Record
- Maggior numero di gol realizzati nella storia del campionato turco (240).
- Maggior numero di gol realizzati in una stagione del campionato turco (39, nel 1987-1988).